# Cui bono
Cui bono? (latin: ' till vems gagn?') är ett latinskt uttryck som framför allt används i kriminologiska sammanhang, i betydelsen 'vem har brottet gagnat?' men även mera  allmänt 'till vilket ändamål?' eller 'vartill tjänar det?'
Uttrycket förutsätter uppfattningen att den ansvariga för en gärning är någon som har något att vinna på den. Utanför kriminologin kan uttrycket användas för att bedöma nyttan eller funktionaliteten, genom att väcka frågan om till vilken gagn det ifrågavarande är.
Uttrycket kommer från Cicero som då citerar Lucius Cassius, vilken brukade använda frasen vid brottmål för att diskutera motiv bakom till exempel mord: vem gynnas av mordet?
Vid cui bono-argumentation måste man se upp för logiska felslut: bara för att någon tjänar på något, måste denna person inte ha orsakat händelsen. Sådana felslut används ibland i konsipirationsteorier och kallas på latin cum hoc ergo propter hoc ('genom detta, alltså därför'). Ett exempel på ett sådant felslut vore att medicinsk forskning får mer resurser genom corona-krisen och då skulle kunna antas ligga bakom den enbart av egenskap att tjäna på den. Dvs, man måste inte ha utfört ett dåd enbart för att man tjänar på densamma. Det finns t.ex. inte några som helst bevis för att den internationella läkemedelindustrin forskade fram corona-krisen i ett asiatiskt eller ukrainstkt laboratorium - även om de tjänade multimiljarder på krisen i sig,